# 회현역
회현(남대문시장)역(Hoehyeon(Namdaemun Market)Station, 會賢(南大門市場)驛)은 서울특별시 중구 남창동에 있는 수도권 전철 4호선의 지하철역이다. 남대문시장은 서울특별시 고시로 정한 병기역명이다.

## 역사
- 1983년 9월 13일 : 회현역으로 역명 결정[2]
- 1985년 10월 18일 : 서울 지하철 4호선 한성대입구 ~ 사당 구간 개통과 함께 영업 개시[3]
- 2003년 6월 27일: 노숙자가 승강장에서 열차 탑승 대기 중이던 현직 경찰관의 아내를 열차 진입할 시간에 맞춰 뒤에서 밀어 선로로 추락시켜 사망하는 사건이 발생하였다. 이 사건은 대한민국 도시철도 승강장에 스크린도어를 설치하는 문제를 공론화하는 계기가 되었다.

## 역 구조
승강장은 1면 2선의 곡선 섬식 승강장이며 스크린도어가 설치돼 있다. 출구는 7개다. 이 역은 곡선으로 많이 휘어져 있으므로 승강장과 열차사이가 넓으므로 승.하차시 주의한다.

### 승강장
| 명동(우리금융타운) ↑ |
| 하 상 \|             |
| ↓ 서울역             |

| 상행 | ● 수도권 전철 4호선 | 명동(우리금융타운)·동대문역사문화공원(DDP)·동대문 · 창동 · 진접(경복대학) 방면           |
| 하행 | ● 수도권 전철 4호선 | 삼각지(전쟁기념관)·이촌(국립중앙박물관)·사당 · 과천 · 인덕원 · 금정 · 안산 · 오이도 방면 |

## 역 주변
출구는 1번부터 7번까지 있으며, 7번 출구는 신세계백화점 본점과 연결되어 있다.
- 숭례문
- 남대문시장
- 남대문파출소
- 남산공원
- 남산도서관
- 주한 스웨덴 대사관
- 남산3호터널
- 리라아트고등학교
- 명동 방면
- 서울교육과학연구원
- 서울중앙우체국
- 서울특별시 중구시설관리공단 회현체육센터
- 서울로 7017
- 신세계백화점 본점
  - 시코르 신세계 본점
  - 신세계 면세점 명동점
- 용산도서관
- 한국스카우트 서울북부연맹
- 한국은행
- 회현동행정복지센터
- 회현파출소

## 이용객 변동
| 노선  | 노선   | 일평균 인원수 (명/일) | 일평균 인원수 (명/일) | 일평균 인원수 (명/일) | 일평균 인원수 (명/일) | 일평균 인원수 (명/일) | 일평균 인원수 (명/일) | 일평균 인원수 (명/일) | 일평균 인원수 (명/일) | 일평균 인원수 (명/일) | 일평균 인원수 (명/일) | 각주  |
| 노선  | 노선   | 2000년                | 2001년                | 2002년                | 2003년                | 2004년                | 2005년                | 2006년                | 2007년                | 2008년                | 2009년                | 각주  |
| ----- | ------ | --------------------- | --------------------- | --------------------- | --------------------- | --------------------- | --------------------- | --------------------- | --------------------- | --------------------- | --------------------- | ----- |
| 4호선 | 승차   | 29,529                | 31,189                | 30,612                | 29,138                | 30,228                | 30,726                | 31,513                | 31,038                | 30,843                | 31,198                | [ 4 ] |
| 4호선 | 하차   | 31,836                | 33,906                | 33,115                | 31,466                | 32,092                | 32,686                | 33,431                | 32,952                | 32,625                | 32,861                | [ 4 ] |
| 4호선 | 승하차 | 61,365                | 65,095                | 63,727                | 60,604                | 62,320                | 63,411                | 64,944                | 63,990                | 63,468                | 64,059                | [ 4 ] |
| 노선  | 노선   | 2010년                | 2011년                | 2012년                | 2013년                | 2014년                | 2015년                | 2016년                | 2017년                | 2018년                |                       | [ 4 ] |
| 4호선 | 승차   | 31,943                | 32,534                | 31,794                | 31,256                | 30,422                | 29,047                | 30,021                | 30,409                | 30,212                |                       | [ 4 ] |
| 4호선 | 하차   | 33,906                | 34,823                | 33,927                | 33,365                | 32,523                | 31,007                | 31,792                | 31,966                | 31,920                |                       | [ 4 ] |
| 4호선 | 승하차 | 65,849                | 67,357                | 65,721                | 64,621                | 62,945                | 60,055                | 61,813                | 62,375                | 62,132                |                       | [ 4 ] |

## 인접한 역
| 서울 지하철 4호선  | 서울 지하철 4호선   | 서울 지하철 4호선      |
| ------------------ | ------------------- | ---------------------- |
| 424 명동 진접 방면 | ● 수도권 전철 4호선 | 426 서울역 오이도 방면 |

## 사진

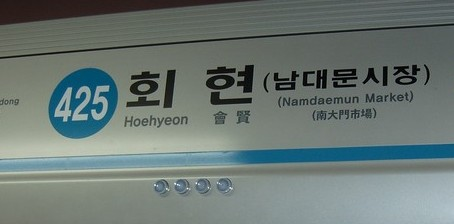
스크린도어 표기 역명판
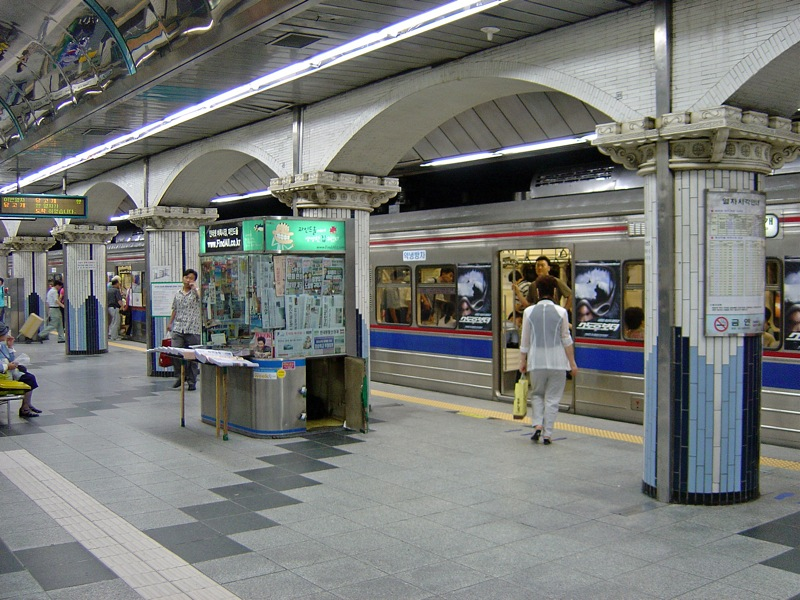
리모델링 이전의 승강장